# 西瀛门
西瀛门位于中国江苏省常州市钟楼区西瀛里，南侧为京杭大运河表场至西水关段。采用砖石垒砌的常州新城城墙营建于明洪武二年（1369），该门则为民国十七年（1923）12月为便于防火取水而新辟，位于西南侧的朝京门与广化门之间，1952年拆除常州城墙时因其嵌于民宅中而得以保存，为常州城墙仅有的遗迹，今存城门、马面各一及部分城墙，总长221.8米，高3.5米到5.5米，宽5.2米，门上原有常州书法家唐驼所书门额，今已散佚。